# Norbert Kundrák
Norbert Kundrák (Miskolc, 18 maggio 1999) è un calciatore ungherese, attaccante del Soroksár.

## Caratteristiche tecniche
È un centravanti.

## Carriera

### Club
Inizia calcisticamente con il Diósgyőr squadra della sua città natale, successivamente viene acquistato dall'Honvéd rimanendo fino al 2016, dopodiché ha esordito il 13 maggio 2017 con la maglia del Ferencváros in occasione del match di campionato pareggiato 0-0 contro il Debrecen.

### Nazionale
Inizia con la nazionale ungherese nel 2013 con l'Under-14, l'anno dopo il ct dell'Under-16 István Pisont lo convoca per la doppia amichevole contro la Russia, successivamente si sposta all'Under-17 giocando alcune partite di qualificazione all'europeo di categoria. Nel 2017 si alterna tra Under-18, Under-19 e Under-20, infine sempre nel medesimo anno inizia con l'Under-21 divenendo sotto la guida di Michael Boris un punto fondamentale dell'attacco raccogliendo in totale 13 presenze e un gol in due anni.

## Palmarès

### Club

#### Competizioni nazionali
- Coppa d'Ungheria: 1

Ferencváros: 2016-2017